# Dwa żebra Adama

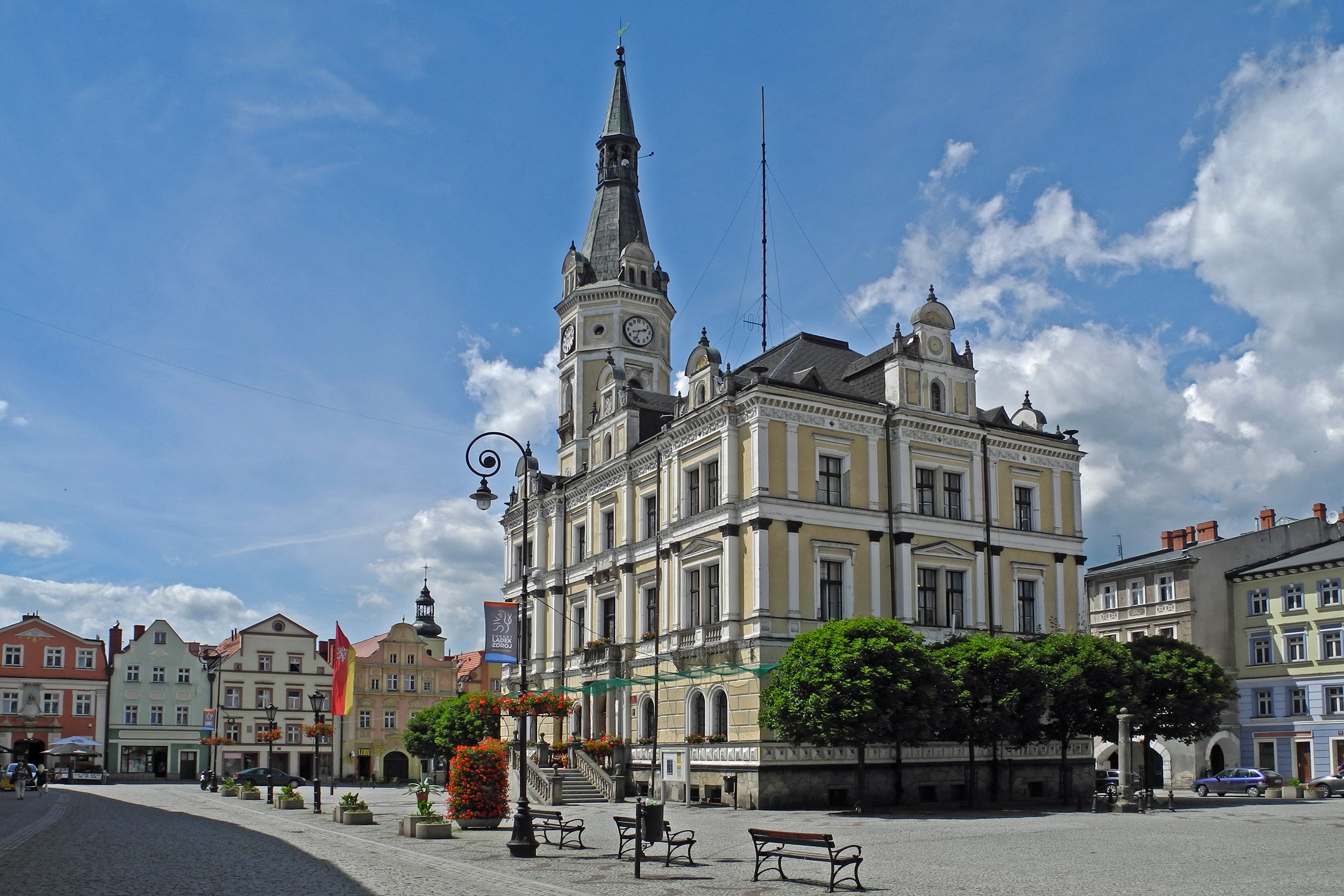
Rynek w Lądku-Zdroju, gdzie zrealizowano część zdjęć do filmu

Dwa żebra Adama – polski czarno-biały film komediowy z 1963 roku w reżyserii Janusza Morgensterna. Pierwowzorem literackim scenariusza było opowiadanie Józefa Hena.

## O filmie
Film przedstawia konfrontację nowej, socjalistycznej epoki z tradycyjną moralnością i konserwatywną formą życia. Jest satyrą na obyczajowość małego miasteczka, w którym wszyscy o wszystkich wszystko wiedzą.
Zdjęcia powstały w Lądku-Zdroju oraz na stacji kolejowej Trzebieszowice pomiędzy Kłodzkiem a Stroniem Śląskim.

## Fabuła
Miasteczko Gody. Po kilku latach pracy w Etiopii powraca do domu i żony inżynier Jan Wiktus. Władze miasteczka chcą nadać pewnej ulicy nazwę Adama Mickiewicza lub właśnie Jana Wiktusa, wyróżniającego się i wzorowego mieszkańca. Tymczasem okazuje się, że Wiktus zostawił w Etiopii żonę Paolę, Włoszkę. Otrzymuje od niej list, w którym zawiadamia go o zamiarze przyjazdu. Już niedługo Paola zjawia się w miasteczku i zostaje zakwaterowana u miejskiej archiwistki. Odwiedza Wiktusa i blondynkę Helenkę, jego pierwszą żonę. Szybko zapada decyzja, że Paola zamieszka razem z nimi, we trójkę pod jednym dachem. Wiktus co prawda w Etiopii ożenił się po raz drugi, ale kocha obie żony. Z pierwszą żoną wziął tylko ślub kościelny, a z drugą tylko cywilny. Wieść o sposobie życia Wiktusa szybko rozchodzi się po miasteczku, a konserwatywni mieszkańcy zaczynają protestować przeciwko wielożeństwu. Partia przyjmuje stanowisko, że Wktus podważa ludową moralność. Forsujący nadanie ulicy nazwy Wiktusa burmistrz składa rezygnację, a ulica otrzymuje nazwę Trzech Wieszczów. Ostatecznie Paola wyjeżdża, a Wiktus zostaje z Heleną.

## Obsada
- Zygmunt Kęstowicz – Jan Wiktus
- Ewa Wawrzoń – Helena Wiktusowa
- Joanna Kostusiewicz – Paola Campobella, druga żona Wiktusa
- Renata Kossobudzka – archiwistka Jadwiga Turkułłówna
- Feliks Chmurkowski – aptekarz Jan Paweł Maczek
- Bohdan Ejmont – Górnicki, sekretarz partii
- Tadeusz Surowa – Ignacy Rutkiewicz, przewodniczący MRN
- Jerzy Bielenia – dyrektor Jerzy Woźniak
- Jan Adamski – ksiądz proboszcz Leon Makowski
- Jan Mayzel – inżynier Leszek Nowicki
- Maria Kaniewska – pani Anastazja, przewodnicząca Ligi Kobiet
- Barbara Połomska – Basia, kochanka Woźniaka
- Zdzisław Maklakiewicz – Lisiecki, prokurator okręgowy
- Henryk Modrzewski – nauczyciel
- Józef Pieracki – towarzysz z województwa
- Jerzy Walczak – towarzysz z województwa
- Zdzisława Życzkowska – mieszkanka Godów protestująca pod domem Wiktusów
- Krystyna Feldman – mieszkanka Godów protestująca pod domem Wiktusów
- Zofia Czerwińska – mieszkanka Godów protestująca pod domem Wiktusów
- Kazimiera Utrata – mieszkanka Godów protestująca pod domem Wiktusów (nie występuje w czołówce)
- Maria Chmurkowska – Maczkowa
- Genowefa Korska – Woźniakowa
- Irena Burawska – kelnerka Aniela (nie występuje w napisach)
- Marek Lusztig – muzyk
- Niebiesko-Czarni (zespół)
- Wojciech Gąssowski – solista zespołu młodzieżowego (nie występuje w czołówce)
- Karin Stanek – solistka zespołu (nie występuje w czołówce)
- Irena Kownas – gospodyni księdza Makowskiego (nie występuje w czołówce)
- Zdzisław Kuźniar – mężczyzna kupujący rozmówki polsko-włoskie (nie występuje w czołówce)
- Jerzy Molga – mężczyzna kupujący rozmówki polsko-włoskie (nie występuje w czołówce)